# Franz Pocci

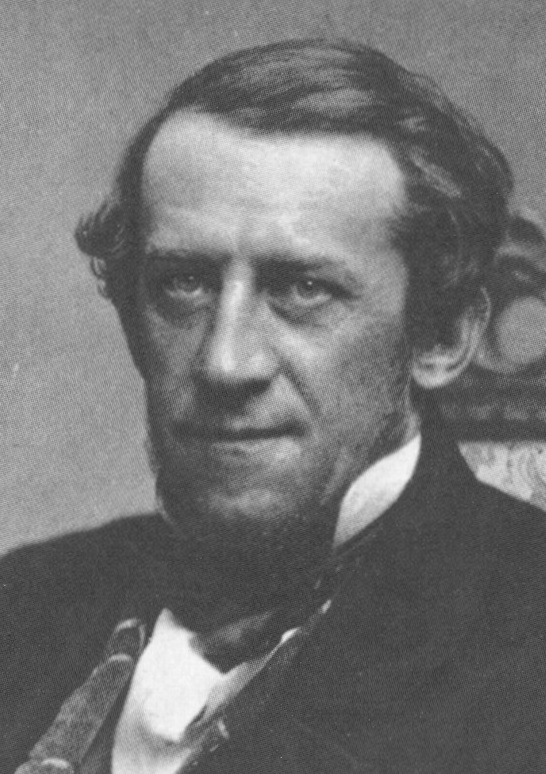
Franz Graf von Pocci en 1857. Fotografía tomada por Franz Hanfstaengl.

Franz Ludwig Evarist Alexander Graf von Pocci (Múnich, 7 de marzo de 1807-Ib., 7 de mayo de 1876) fue un dibujante, aguafuertista, escritor, músico y compositor alemán. Fue conocido por el sobrenombre de «conde de los títeres» por su contribución en el Teatro de Marionetas de Múnich.

## Vida
Su padre fue Fabrizio Evaristo von Pocci, un oficial italiano; su madre fue una baronesa de Dresde. Estudió derecho y fue miembro de la asociación Corps Isaria. Cuando tenía 23 años fue maestro de ceremonias de Luis I de Baviera. En 1847 fue nombrado director musical de la corte y en 1864 Oberstkämmerer (Sumiller de Corps). Ayudó a Josef Leonhard Schmid con los complicados trámites para conseguir los permisos para el Teatro de Marionetas de Múnich.

## Obra
Escribió más de cuarenta piezas sobre leyendas y mitos para el teatro de marionetas y colaboró en los Münchener Bilderbogen. Poseía una gran creatividad y productividad; dejó para la posteridad innumerables caricaturas y alrededor de seiscientas piezas musicales.
Sus historias para marionetas giran en torno al personaje Larifari, que lejos de ser un héroe desempeña un rol ambivalente con un lado oscuro. Una de sus obras más importantes es Lustige Komödienbüchlein, que incluye obras para marionetas como Kasperl unter den Wilden y Kasperl in der Türkei.

## Homenajes

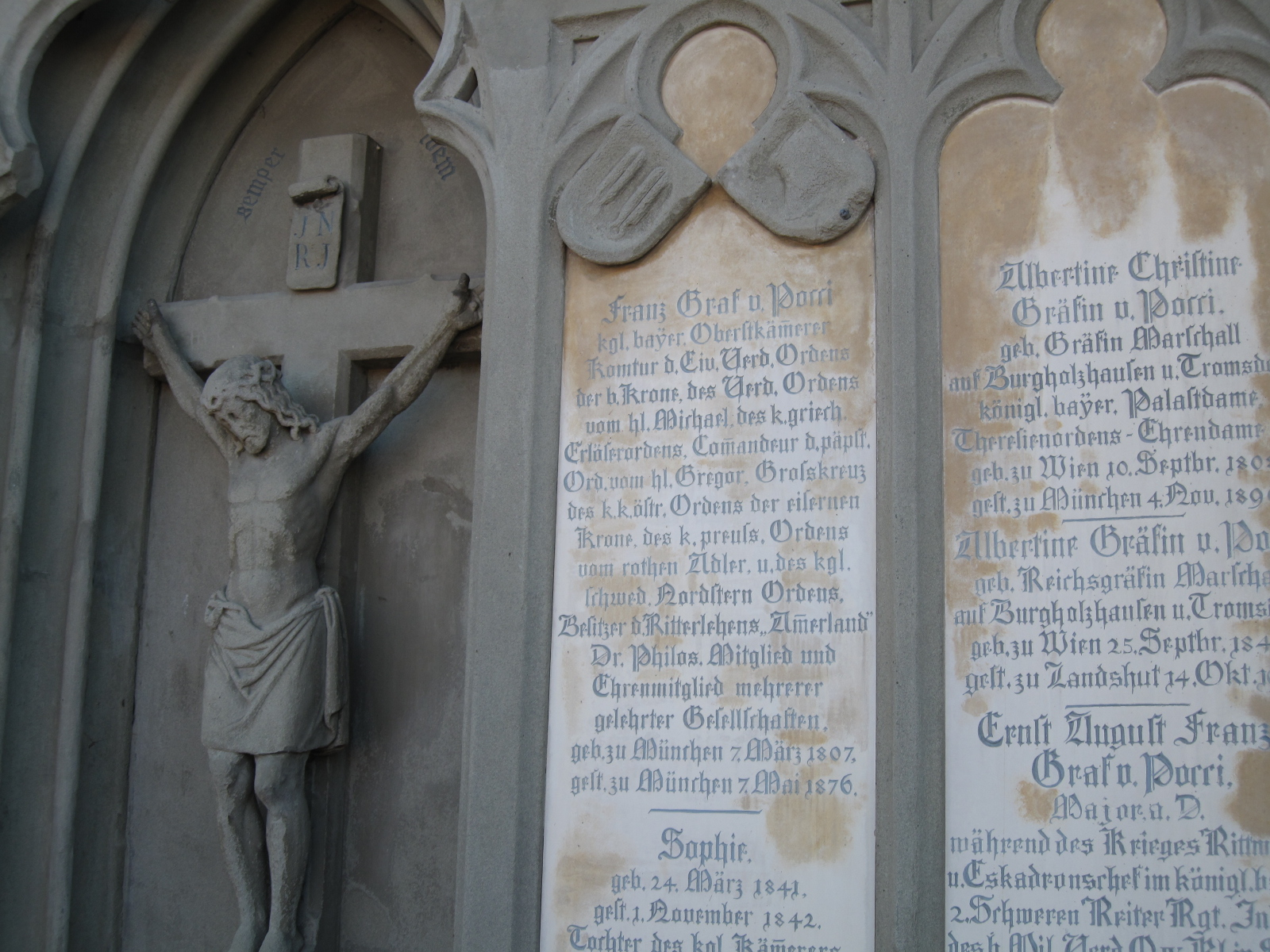
Tumba de la familia Pocci.

Una calle de Múnich y su estación de metro llevan su nombre, Poccistraße. También posee una calle en Ingolstadt y un camino en Landshut (Graf-Pocci-Weg). El 11 de marzo de 2006 se erigió un monumento en su honor en Münsing, ya que durante las últimas tres décadas de su vida usó un palacio de la localidad (Schloss Ammerland) como residencia veraniega.
Además, con motivo del 200 aniversario de su nacimiento en el año 2007, se le dedicó otro monumento, obra de Ernst Grünwald, junto al Teatro de Marionetas de Múnich, que representa a un pequeño escenario.

## Legado
Su legado se conserva en la Biblioteca Estatal de Baviera y consta de carpetas, tres volúmenes y tres documentos. Ahí se encuentra su correspondencia, dibujos y poemas. Con motivo del 200 aniversario de su nacimiento la biblioteca mostró, entre el 27 de julio y el 14 de octubre de 2007, una exposición con dibujos originales, cartas, grabados y documentos de su legado.

## Obra

### Ilustraciones
- Blumenlieder 1830
- Lieder für Knaben und Mädchen 1832
- Festkalender in Bildern und Liedern 1834-37
- Schneewittchen 1837
- Hänsel und Gretel 1838
- Kleiner Frieder 1838
- Schönröslein 1838
- Kindermärchen von A.L. Grimm 1839
- Fliegende Blätter 1839-1840
- Geschichten und Lieder mit Bilder 1841-45
- Sechs Märlein von Schreiber 1842
- Alte und neue Soldatenlieder 1842
- Jägerlieder 1843
- Studentenlieder 1844
- Blaubart. Ein Märchen 1845.
- Kinderheimat in Liedern und Bildern von Friedrich Güll 1846
- Schattenspiel 1847
- Münchener Bilderbogen 1848-1866
- Der Osterhas. Eine Festgabe für Kinder 1850
- Andersens Märchen 1851
- Alte und neue Kinderlieder. Mit Bildern und Singweisen 1852
- Lustiges Bilderbuch 1852
- Altes und Neues 1855-1856
- Staatshämorrhoidarius 1857
- Landknechtslieder 1861
- Totentanz 1862
- Lustige Gesellschaft 1867
- Viola Tricolor 1876

### Poemas y escritos
- Spruchbüchlein mit Bildern für Kinder 1838
- Ein Büchlein für Kinder 1842
- Dichtungen 1843
- Old Englands Nagelfest 1845
- Allerneuestes Spruchbüchlein 1850
- Dramatische Spiele für Kinder 1850
- Die Nacht im Walde 1851
- Was du willst. Ein Büchlein für Kinder 1854
- Neues Kasperl-Theater 1855
- Gevatter Tod 1855
- Jahreszeiten 1856
- Bauern ABC 1856
- Michel der Feldbauer 1858
- Das Ende der Romantik 1858
- Lustiges Komödienbüchlein 1859–77 (seis volúmenes)
- Karfunkel 1859
- Gedenkblätter 1860
- Der wahre Hort 1864
- Herbstblätter 1867
- Odoardo 1869
- Giovannina 1871

### Composiciones
- Flug der Liebe 1826
- Sechs deutsche Lieder 1829
- Blumenlieder 1832
- Der Alchymist 1832
- Sechs Lieder als Frühlingsgruß – Sonate fantastique 1833
- Frühlingssonate 1834
- Bildertöne fürs Klavier – sechs altdeutsche Minnelieder 1835
- Sechs Lieder (als Weihnachtsausgabe) 1836
- Drei Duetten Trifolien 1838
- Drei Quartette, vier Duette 1849